# Pilgrims of the Night
Pilgrims of the Night è un film muto del 1921 diretto da Edward Sloman.

## Produzione
Il film fu prodotto dalla J.L. Frothingham Productions.

## Distribuzione
Distribuito dalla Associated Producers Inc., il film uscì nelle sale cinematografiche USA il 26 settembre 1921.